# Аносово (Новодугинский район)
 Ано́сово (Оносово) — деревня в Смоленской области России, в Новодугинском районе. Расположена в северо-восточной части области в 27 км к западу от Новодугина и в 25 км северо-восточнее Холм-Жирковского. Входит в состав Днепровского сельского поселения.

Население — 56 жителей (1992); 39 жителей (2007).

## История
В районе деревни Аносово обнаружено восемь местонахождений верхнего палеолита - мезолита. Наиболее важная стоянка-мастерская Аносово I с шурфами.
Во 2-й половине XIX века усадьба принадлежала отцу известного историка Н. И. Кареева, который неоднократно бывал в усадьбе и даже жил (1919—1920). Здесь он «проводил летние месяцы и, пожалуй, особенно много работал, начиная с годов студенческих, читал, делал выписки, готовился к магистерскому экзамену, писал свои книги, продолжал сажать деревья, иногда грёб сено и ходил в одинокие прогулки». Последний раз он навещал деревню в 1924 году. После Октябрьской революции Аносово некоторое время принадлежало племяннице Н. И. Кареева Екатерине Васильевне, дочери его брата В. И. Кареева, который много сделал для культурного развития своего края и, доживал здесь свои дни. 31 декабря 1925 года Смоленская губернская междуведомственная комиссия по выселению бывших помещиков постановила выселить В. И. Кареева и его дочь из имения «за отсутствием заслуг перед Советской властью». И хотя в заседании Президиума ВЦИК от 14 марта 1927 года было решено «постановление Смоленского губисполкома о выселении бывш[его] помещика, профессора Кареева — отменить, оставив гр-на Кареева на месте». Однако решение центра не было выполнено: здесь уже действовала сельскохозяйственная крестьянская артель «Вольный труд».
7 августа 1915 года здесь в семье художника Г. С. Верейского и дочери историка Н. И. Кареева Елены Николаевны Верейской родился и до 1922 года жил художник-график Орест Верейский.